# Maria Teresa de Borbó-Condé
Maria Teresa de Borbó, Marie-Thérèse de Bourbon (francès), Mademoiselle de Condé, (París, 1 de febrer de 1666 - ibídem, 22 de febrer de 1732) fou filla del príncep Enric Juli de Borbó-Condé i de la comtessa Anna Enriqueta del Palatinat-Simmern. Per part de pare era descendent de la casa reial francesa, els borbons, mentre que per part de mare ho era dels monarques del Regne de la Gran Bretanya i de la Casa de Nassau.
El 22 de gener de 1688 es va casar amb el príncep de Conti Francesc Lluís (1664 - 1709), fill del també príncep Lluís Armand de Borbó-Conti (1629 - 1666) i d'Anna Maria Martinozzi (1639 - 1672). El matrimoni va tenir set fills:
1. Un fill nascut mort el 1693
2. Un fill mort prematurament (1694 - 1698)
3. Maria Anna de Borbó (1689 - 1720), casada amb Lluís Enric de Borbó, Príncep de Condé (1692 - 1740), fill de l'antiga amant del seu marit.
4. Lluís Armand de Borbó, Príncep de Conti, (1696 - 1727), casat amb la princesa Lluïsa Elisabet de Borbó (1693 - 1775).
5. Lluïsa Adelaida de Borbó (1696 - 1750)
6. Una filla morta prematurament (1697 - 1699)
7. Lluís Francesc de Borbó (1703 - 1704)